# Галеев, Айвенго Гадыевич
Айвенго Гадыевич Галеев — советский и российский учёный в области авиационной и ракетно-космической техники, доктор технических наук (1990), профессор (1992), один из создателей ракетно-космического корабля «Буран».

## Биография
Родился 2 декабря 1937 г.  в с. Апастово Апастовского района Татарской АССР в семье учителя.
Окончил Казанский авиационный институт по специальности инженер-механик (двигателестроение) (1961) и заочную аспирантуру Московского авиационного института (1974).
С апреля 1961 г. и до последних дней работал в Научно-испытательном центре ракетно-космической промышленности (г. Пересвет Сергиево-Посадского района Московской области): инженер, старший инженер, начальник стенда, начальник лаборатории, заместитель начальника отделения, начальник лаборатории, главный научный сотрудник.
С 1982 г. по совместительству — доцент, профессор Московского авиационного института.
С 2000 г. (также по совместительству) профессор Сергиево-Посадского филиала Московского государственного индустриального университета.
Представитель научной школы члена-корреспондента РАН Ю. В. Полежаева.
Доктор технических наук (1990), профессор (1992).
Основные направления научных исследований:
- наземные испытания ракетных двигателей, обеспечение их безопасности (1967—1994);
- теплообмен и разрушение теплозащитных материалов скоростных блоков в сверхзвуковом потоке высокотемпературных газов камер сгорания ЖРД (1978—1985);
- стендовая отработка двигательных и энергетических установок летательных аппаратов (1983—2012);
- экология испытаний ракетно-космических систем (2000—2012);
- эксплуатация испытательных и стартовых комплексов ракетно-космических систем (2004—2012).

Разработал и внедрил на ряде предприятий ракетно-космической отрасли способы и устройства обеспечения безопасности стендовых испытаний ракетных двигателей с имитацией полетных условий эксплуатации (1967—2000).
Участвовал в отработке ракетно-космических систем по программам «Космос-1», «Космос-3», «Н1-ЛЗ», «Энергия-Буран», «в8ЬУ», «Ангара» и др. (ракетные двигатели С5.3, 11Д49, 11Д56, 11Д57, РД0420, РД0120, КВД1, ракетные блоки 63С1 и 65С2 РН «Космос», «Р» РН «Н1-ЛЗ», «Ц» РН «Энергия», 12КРБ РН «в8ЬУ» и энергетические установки с кислородно-водородными топливными элементами для РН «Энергия-Буран» и др.).
Соавтор 43 изобретений.
Лауреат Премии Совета Министров СССР (1983). Награждён медалью «За доблестный труд» (1978).

## Сочинения
- Проектирование стендов и оборудования для испытаний двигательных установок ЛА: Учебное пособие. М.: Издательство МАИ, 1987.
- Проектирование стендов и систем для испытаний двигательных установок ЛА: Учебное пособие. М.: Издательство МАИ, 1990.
- Экспериментальные установки и системы стендов для испытаний пневмогидросистем двигательных установок ЛА на криогенных компонентах топлива: Учебное пособие. Соавторы Барсуков В. С., Бершадский В.А. М.: Изд-во МАИ, 1992.
- Экологическая безопасность при испытаниях и отработке ракетных двигателей: Учебное пособие. М.: Издательство МАИ, 2006.
- Эксплуатация стендов для испытаний ракетных двигательных установок: Учебное пособие. М.: Издательство МАИ, 2008.
- Эксплуатация испытательных комплексов ракетно-космических систем. Монография в соавторстве с Золотовым А. А., Перминовым А. Н., Родченко В.В. М.: Изд-во МАИ, 2007.
- Эксплуатация стартовых комплексов ракетно-космических систем. Монография в соавторстве с Золотовым А. А., Перминовым А. Н., Родченко В.В. М.: Изд-во МАИ, 2007.